# Йоганн Йоганн
Йоганн Йоганн (нім. Johann Johann; 4 вересня 1909, Дюссельдорф — 31 травня 1979, Дюссельдорф) — німецький офіцер-підводник, оберлейтенант-цур-зее резерву крігсмаріне.

## Біографія
1 березня 1927 року вступив на флот. З 1 березня по 1 червня 1927 року пройшов підготовку в 1-й батареї 2-го морського артилерійського дивізіону у Вільгельмсгафені. Даних про службу до серпня 1939 року немає. З серпня 1939 року служив в 226-му морському зенітному дивізіоні в Нордернаї. З березня по 31 липня 1943 року пройшов навігаційний курс в штурманському училищі в Готенгафені, з 1 серпня 1943 по 27 лютого 1944 року — курс підводника. З 28 лютого 1944 року — 1-й вахтовий офіцер на підводному човні U-747. З 5 червня по 31 жовтня 1944 року пройшов командирську практику в 19-й флотилії, з 1 листопада по грудень — курс командира човна. 22 грудня 1944 року направлений на будівництво U-2539. З 21 лютого по 21 квітня 1945 року пройшов командорську практику на U-2539. З 22 квітня 1945 року — командир U-2539. 3 травня 1945 року наказав затопити човен в рамках операції «Регенбоген». 8 травня 1945 року взятий в полон британськими військами.

## Звання
- Рекрут (1 березня 1927)
- Фельдфебель морської артилерії (1 березня 1941)
- Лейтенант служби озброєнь (1 липня 1941)
- Лейтенант-цур-зее резерву (3 березня 1943)
- Оберлейтенант-цур-зее резерву (1 липня 1943)

## Нагороди
- Залізний хрест 2-го класу (1940)
- Нагрудний знак морської артилерії (1 липня 1942)